# Adolf Magnus Hoym

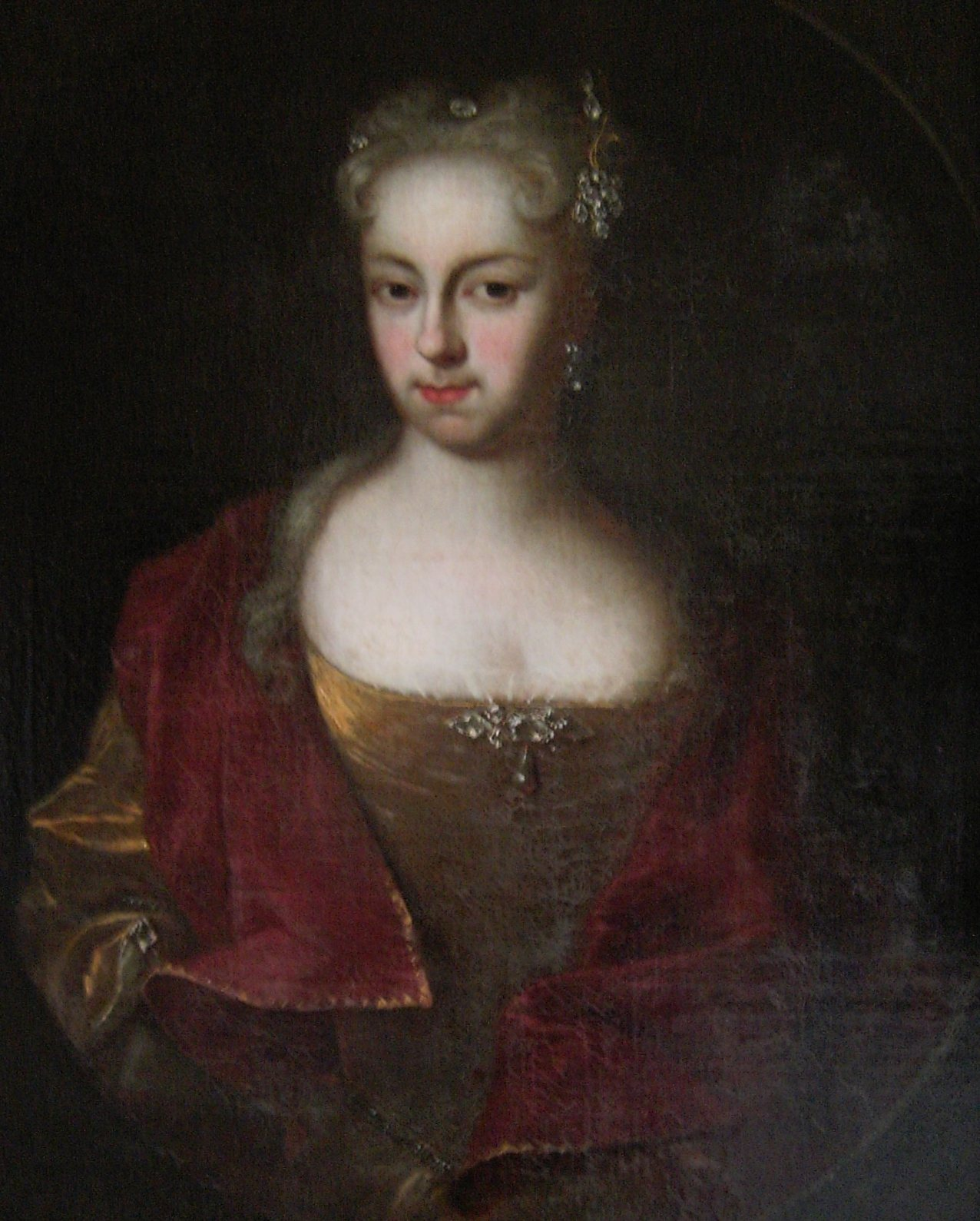
Anna Konstancja Cosel jako hrabina Hoym

Adolph Magnus von Hoym (ur. 6 maja 1668, zm. 15 października 1723) – królewsko-polski i elektorsko-saski rzeczywisty tajny radca, minister saski, przedsiębiorca. 

## Życiorys

### 1668-1703
Jego rodzicami byli królewsko-polski i elektorsko-saski rzeczywisty tajny radca Ludwig Gebhard von Hoym i Catharina Sophia von Schönfeld.
W latach 1703–1711 Hoym był jednym z najważniejszych ministrów króla Augusta II Mocnego. Piastował wiele stanowisk, m.in. od roku 1703 był generalnym dyrektorem akcyzy, a w latach 1706–1715 - ministrem gabinetu dla spraw wewnętrznych,
przy czym zachował stanowisko generalnego dyrektora akcyzy i dyrektora najwyższego kolegium podatkowego (od 1704).
Zasłynął zarówno jako autor planu wprowadzenia akcyzy w Saksonii, jak i jako mąż późniejszej hrabiny Cosel - metresy króla. Poznał ja w Wolfenbüttel, gdzie ona towarzyszyła holsztyńkiej księżniczce wydanej za księcia Wolfenbüttel, a on był częstym gościem. Poślubił ją 2 czerwca 1703 (sobota) i zabrał do swego pałacu przy Kreuzgasse (Drezno). Latem 1703 wyjechał z królem do Polski.

### 1704-1705
W styczniu 1704 August II Mocny i Anna von Hoym spotkali się po raz pierwszy na balu wydanym przez małżonkę królewską Krystynę Eberhardynę. W kwietniu Hoymowie przeprowadzili separację. Przełomowe znaczenie dla romansu Hoymowej z królem Augustem II Mocnym miał dzień 7 grudnia 1704 (niedziela). Wówczas wybuchł pożar w pałacu hrabiostwa Hoym na Kreuzgasse, książę-elektor przybył mieszkańcom na ratunek.
W grudniu 1704 Hoymowie musieli przenieść się do Fraumutterhaus. W 1705 roku Hoym wyprowadził się stamtąd. Przed konsystorzem w Dreźnie próbował przeprowadzić rozwód z żoną „z jej winy” lecz konsystorz nakazał im się pogodzić. W 1705 roku przeprowadzono ostatecznie (z pomocą króla) ich rozwód a Anna stała się oficjalną metresa elektora Fryderyka Augusta I (w Polsce: król August II Mocny).

### 1706-1711
W roku 1710 Hoym był saskim posłem w Holsztynie.
Na dworze saskim dokuczały Hoymowi ciągłe intrygi, jakie prowadził wszechwładny minister Jakob Heinrich von Flemming i hrabina Henriette Amalie von Reuß, więc w 1711 roku zrezygnował ze stanowisk. 
W roku 1711 Hoym i jego bracia: Carl Siegfried von Hoym, Ludwig Gebhard von Hoym i Carl Heinrich von Hoym uzyskali tytuł hrabiów Rzeszy.

### 1712-1723
W roku 1713 przeprowadził się na Śląsk.
W roku 1714 Graf von Hoym nabył dobra sławęcickie w powiecie kozielskim. W tym samym roku cesarz Karol VI wydał pozwolenie na rozbudowę wybudowanych przez Jakuba Henryka Flemminga urządzeń przemysłowych, fabryk mosiądzu, drutu i luster w Jakobswalde (Kotlarnia) i zakładów żelaznych w Blechhammer (Blachownia).
Zmarł w Raciborzu w roku 1723.

## Adolf Magnus Hoym w filmie
Postać Adolfa Magnusa Hoyma zjawia się w filmie Hrabina Cosel w reżyserii Jerzego Antczaka powstałym na podstawie powieści Hrabina Cosel Józefa Ignacego Kraszewskiego. W tę postać wcielił się Henryk Borowski.